# Scandalous!
Scandalous! is een nummer van de Amerikaanse muzikant Prince uit 1990. Het is de vierde single van zijn elfde studioalbum Batman, tevens de soundtrack voor de gelijknamige film waarin het nummer te horen is tijdens de aftiteling. 
"Scandalous" is een fusie van een uitgebreidere verzameling liedjes getiteld The Scandalous Sex Suite, welke de nummers The Crime, The Passion en The Rapture omvat. Prince's vader John L. Nelson staat samen met zijn zoon op de credits vermeld als schrijver, maar wat zijn bijdrage aan het nummer precies is, is niet bekend. Het nummer, dat een seksueel getinte tekst bevat, flopte in Amerika en wist daarbuiten alleen in Nederland, Australië en Oostenrijk de hitlijsten te behalen. In de Nederlandse Top 40 bereikte de plaat de 18e positie.

## Tracklijst
- 7"

1. "Scandalous!" (edit) – 4:12
2. "When 2 R in Love" – 3:58

- 12"/Cd-single

1. "The Crime" – 6:25
2. "The Passion" – 6:20
3. "The Rapture" – 6:30
4. "Sex (The 80's Are Over and the Time Has Come 4 Monogamy and Trust)" – 6:56
5. "When 2 R in Love" – 3:58
6. "Partyman" (The Purple Party Mix) – 6:02 (Japan EP bonus track)
7. "Partyman" (Partyman Music Mix Remix) – 4:31 (Japan EP bonus track)
8. "Partyman" (The Video Mix) – 6:20 (Japan EP bonus track)
9. "Feel U Up" (Short Stroke) – 3:42 (Japan EP bonus track)